# Estrecho Grumman
Estrecho Grumman ist eine Meerenge im Archipel der Joinville-Inseln vor dem nordwestlichen Ende der Antarktischen Halbinsel. Sie trennt die Dundee-Insel von der Paulet-Insel.
Argentinische Wissenschaftler benannten sie. Der weitere Benennungshintergrund ist nicht überliefert.